# ارتش یکم لهستان (۱۹۴۵–۱۹۴۴)
سپاه اول لهستان (لهستانی: Pierwsza Armia Wojska Polskiego) واحدهای کمونیست ارتش لهستان بودند که در سال ۱۹۴۴ توسط روس‌ها در اتحاد شوروی ایجاد شد. این نیروها در جبهه شرق تحت نظارت نیروهای شوروی علیه آلمانی‌ها می‌جنگیدند که در نهایت منجر به شکست آلمان نازی شد.